# Тосор
Тосор (кирг. Тосор) — село в Джети-Огузском районе Иссык-Кульской области Кыргызстана. Входит в состав Боорсконского аильного округа. Код СОАТЕ — 41702 210 862 02 0.

## Население
По данным переписи 2009 года, в селе проживало 1971 человек.